# Air (banda)
|  | Aquest article tracta sobre el grup musical. Si cerqueu l districte muntanyós del Níger, vegeu «Aïr». |

Air és un grup francès de música electrònica format per Jean-Benoît Dunckel i Nicolas Godin. La banda es va formar l'any 1995 i ha estat altament aclamada per la crítica, especialment pel seu segon LP, anomenat Moon Safari.
Tot i que Air és considerada una formació de música electrònica o trip-hop, el seu so es basa més aviat en sons de sintetitzadors d'artistes de la dècada dels 70 com ara Jean Michel Jarre i Vangelis. Altres influències són el grup Pink Floyd, així com els músics de Krautrock, Tangerine Dream i el francès Serge Gainsbourg. Més escadusserament, el grup inclou també tocs de jazz.

## Història
Abans de formar Air, Godin i Dunckel van tocar junts al grup Orange, juntament amb Alex Gopher, Xavier Jamaux i Etienne de Crécy (músics que també han aparegut en remixs d'Air)
Amb el seu àlbum Moon Safari de 1998, la formació es va donar a conèixer a tot el món i significà tot un èxit tant de públic com de crítica. L'any 2000 van compondre la banda sonora de la pel·lícula de Sofia Coppola, The Virgin Suicides, creant una atmosfera molt d'acord amb el tema del film.
El seu següent àlbum, 10,000 Hz Legend (2001), s'acostava més al pop-electrònic i s'allunyava de les atmosferes que dominaren el seu primer llarga durada, raó per la qual el treball va rebre força crítiques i no va ser gaire ben acceptat pel públic i els experts musicals.
El 2003 la banda realitzà un treball anomenat City Reading (Tre Storie Western), produït per Nigel Godrich on l'escriptor italià Alessandro Baricco narra passatges de la novel·la City mentre de fons e pot escoltar música de fons d'Air.
Després del relatiu fracàs de 10,000Hz Legend, el duet francès recuperà la inspiració, l'esperit i la fórmula del seu primer treball basat en melodies pop tractades amb una tractada electrònica que s'allunyava de l'experimentació hertziana. Així, l'any 2004 veia la llum Talkie Walkie, un treball càlid i melancòlic compost per deu cançons que sovint remeten als millors temps de Moon Safari i del qual el grup en va vendre més de 800.000 còpies a tot el món. Aquest àlbum els va servir per a reivindicar-se i deixar enrere el mal regust del seu treball anterior.
Després de gairebé tres anys, la formació entre de nou a l'estudi i l'any 2007 apareix l'àlbum Pocket Symphony, amb el qual la banda retorna novament a una música més ambiental.

## Estil
Air utilitza molts instruments (com el Moog, Korg MS20, Wurlitzer i Vocoder), tant a l'estudi com en els directes. Generalment en els seus concerts inclouen versions ampliades o sensiblement modificades de les cançons dels seus àlbums i improvisen molt a dalt de l'escenari. Han cooperat en la seva música artistes com Beth Hirsch (contribuí amb algunes veus de Moon Safari), Françoise Hardy (Jeanne), Jean-Jaques Perrey (Cosmic Bird), Gordon Tracks (Playground Love i Easy Going Woman), Beck Hansen (10,000Hz Legend) i, en la seva gira de 2004, ho van fer Dave Palmer i el bateria Earl Harvin.

## Discografia

### Àlbums d'estudi
| Títol               | Data d'aparició      | Cançons |
| ------------------- | -------------------- | --- |
| Moon Safari         | 16 de gener de 1998  | 1. La femme d'argent 2. Sexy boy 3. All I need 4. Kelly watch the stars 5. Talisman 6. Remember 7. You make it easy 8. Ce matin là 9. New star in the sky 10. Le voyage de Penelope                                                      |
| The Virgin Suicides | 28 de febrer de 2000 | 1. Playground love 2. Clouds up 3. Bathroom girl 4. Cemetary party 5. Dark messages 6. The word 'Hurricane' 7. Dirty trip 8. Highschool lover 9. Afternoon sister 10. Ghost song 11. Empty house 12. Dead bodies 13. Suicide underground |
| 10 000 Hz Legend    | 28 de maig de 2001   | 1. Electronic performers 2. How does it make you feel? 3. Radio #1 4. The vagabond 5. Radian 6. Lucky and unhappy 7. Sex born poison 8. People in the city 9. Wonder milky bitch 10. Don't be light 11. Caramel prisoner                 |
| Talkie Walkie       | 26 de gener de 2004  | 1. Venus 2. Cherry Blossom Girl 3. Run 4. Universal Traveler 5. Mike Mills 6. Surfing on a Rocket 7. Another Day 8. Alpha Beta Gaga (listen) 9. Biological 10. Alone in Kyoto                                                            |
| Pocket Symphony     | 5 de març de 2007    | 1. Space maker 2. Once upon a time 3. One Hell of a party 4. Napalm love 5. Mayfair song 6. Left bank 7. Photograph 8. Mer du Japon 9. Lost message 10. Somewhere between waking and sleeping 11. Redhead girl 12. Night sight           |

### Altres àlbums
| Títol                             | Data d'aparició         | Cançons |
| --------------------------------- | ----------------------- | --- |
| Premiers Symptômes                | 24 d'agost del 1999     | 1. Modular mix 2. Casanova 70 3. Les professionnels 4. J'ai dormi sous l'eau 5. Le Soleil est près de moi 6. Californie 7. Alex Gopher "Gordini mix" (Brakes on mix) |
| Everybody Hertz                   | 18 de febrer del 2002   | |
| City Reading (Tre Storie Western) | 25 de març del 2003     | |
| Late Night Tales: Air             | 11 de setembre del 2006 | |
| Music for museum                  | 26 de juny del 2014     | |